# Bassaniodes tristrami
Bassaniodes tristrami es una especie de araña cangrejo del género Bassaniodes, familia Thomisidae. Fue descrita científicamente por O. Pickard-Cambridge en 1872.

## Distribución
Esta especie se encuentra en Grecia, Turquía, Cáucaso, Rusia (Europa hasta Asia Central) y el Oriente Medio.